# Ernst Hopf
Ernst Hopf (* 3. November 1862 in Insterburg, Ostpreußen; † 16. Dezember 1948 in Düsseldorf) war ein deutscher Jurist und Kommunalpolitiker. Er war ab 1895 Bürgermeister und von 1917 bis 1928 Oberbürgermeister der Stadt Eberswalde. Er ist Ehrenbürger der Stadt.

## Leben und Wirken

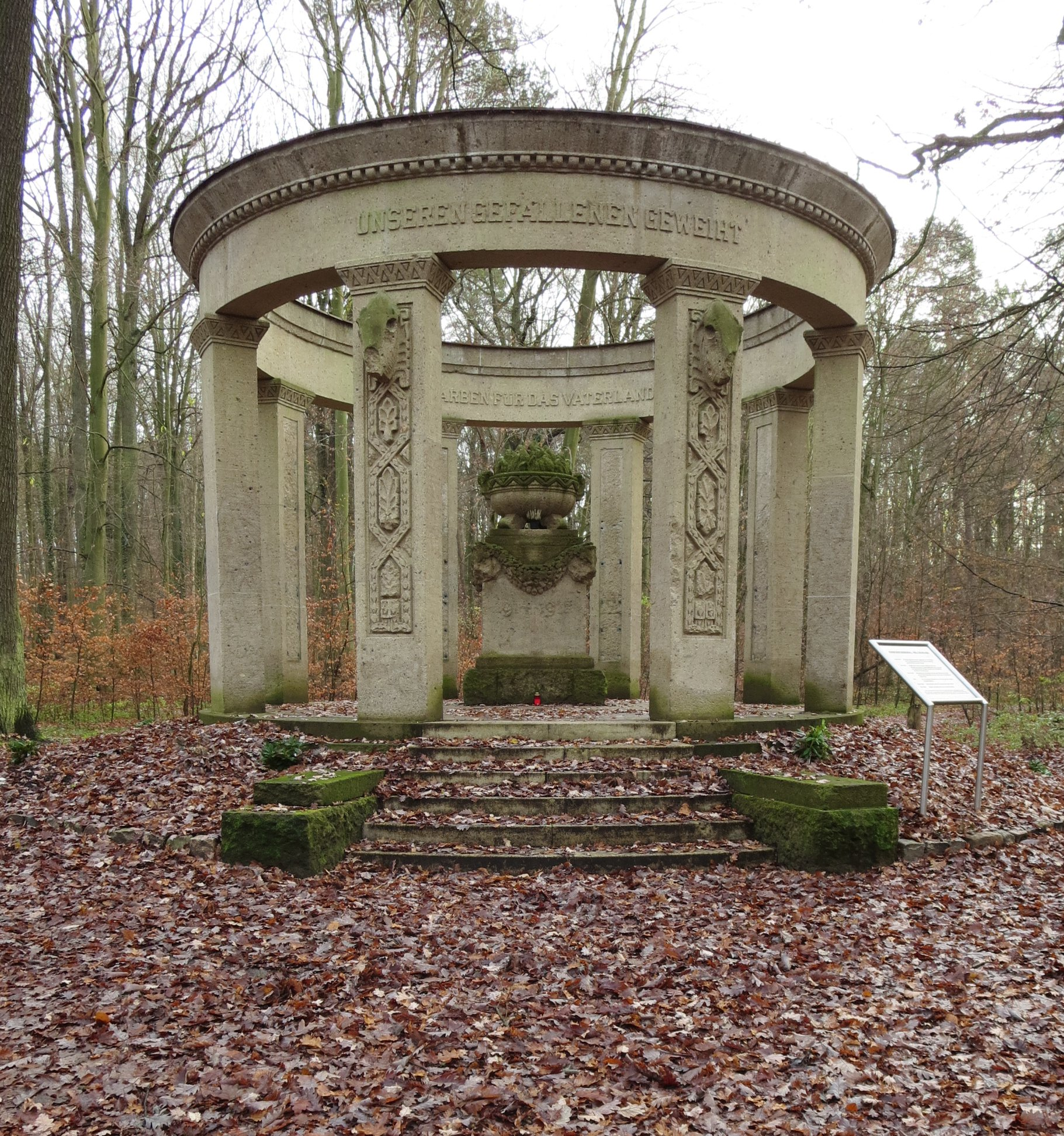
1925 nahm Ernst Hopf die Weihe des Heldenhains Eberswalde vor

Er war der Sohn des Vorschussvereinsdirektors in Insterburg. Nach dem Besuch des Gymnasiums studierte er Rechtswissenschaften an den Universitäten Halle-Wittenberg, Leipzig, Heidelberg und Berlin. 1885 trat er sein Referendariat an und wurde 1890 zum Gerichtsassessor ernannt. Nach einem Dienstjahr beim Magistrat der freien Stadt Danzig wechselte er 1891 als besoldeter Stadtrat nach Insterburg. 1893 wurde er zum Beigeordneten und 1895 zum Bürgermeister von Eberswalde gewählt. Durch die Schaffung einer Stelle eines zweiten Bürgermeisters 1917 wurde er Oberbürgermeister der Stadt.
Er gehörte zu den Mitbegründern des Vereins für Heimatkunde in Eberswalde und war Initiator des dortigen Heimatmuseums. 1921 regte er die Errichtung eines Kriegerdenkmals für die Opfer des Ersten Weltkrieges aus Eberswalde an, das am Totensonntag 1925 unter dem Namen „Heldenhain“ eingeweiht wurde und heute noch existiert.
Während seiner Amtszeit kam es im Zuge der Novemberrevolution 1918 zu Streiks, Demonstrationen und schließlich zur Bildung eines Arbeiter- und Soldatenrates in Eberswalde. Im folgenden Kapp-Putsch im März 1920 beteiligte sich die Arbeiterschaft im Finowtal nahezu vollständig am Generalstreik zur Abwehr des Putsches. In Eberswalde übernahm ein Aktionsausschuss der vereinigten Arbeiterparteien die Kontrolle. Eine Arbeiterwehr mit rund 2000 Bewaffneten wurde gebildet, um die öffentliche Ordnung aufrechtzuerhalten. Am Bahnhof Eberswalde kam es zu bewaffneten Auseinandersetzungen zwischen der Besatzung eines Panzerzuges und Eberswalder Arbeitern. 
Hopf blieb als Oberbürgermeister bis 1928 im Amt. Danach zog er nach Düsseldorf, wo er seinen Ruhestand verbrachte.